# Iwiyè Kala-Lobè
Pour les articles homonymes, voir Kala et Lobé.
Iwiyè Kala-Lobè, né le 15 ou le 17 novembre 1917 à Douala et mort le 7 octobre 1991 dans la même ville, est un journaliste et chroniqueur camerounais.

## Biographie

### Enfance, éducation et débuts
Iwiyè Kala-Lobè est né le 15 ou le 17 novembre 1917. Il refuse, dans les années 30, de devenir médecin africain, répliquant au  directeur de l’université de médecine : « Ma vocation, c'est d'être journaliste ! ». Ce qui oblige son grand-père, David Mandessi-Bell, à rembourser sa bourse.

### Carrière
Il est considéré comme le père du journalisme au Cameroun. Chroniqueur, il a notamment travaillé au ministère de l’Information et de la Communication entre 1961 et 1962. Il écrit pour présence africaine.
D'après Henriette Ekwè, on le surnommait IKA et il a inspiré des vocations et ses écrits en français, anglais, pidgin. La célèbre chronique du journaliste, « King Fo Tolly » est un argument de vente dans les échoppes et kiosques à journaux.

### Vie privée
Marié à Sara Beboi Kutta Kala-Lobè, il meurt le 7 octobre 1991. Suzanne Kala Lobè est sa fille. Il est domicilié à Bali, Douala.

## Distinctions
- Prix de l'Unesco en 2010